# إريك إلينا
اريك إلينا (بالفرنسية: Éric Elena)‏ هو سياسي موناكي، ولد في 6 أغسطس 1962 في موناكو. حزبياً، نشط في Renaissance (Monegasque political party) ‏. وقد انتخب Member of the National Council of Monaco ‏ وقد انضم خلال فترته النيابية ‏ للكتلة البرلمانية Renaissance (Monegasque political party) ‏.